# Сасык
Сасы́к, Сасы́к-Сива́ш (укр. Сасик, Сасик-Сиваш, крымскотат. Sasıq, Sasıq Sıvaş, Сасыкъ, Сасыкъ Сываш) — крупнейшее соленое озеро на полуострове Крым, расположенное между городами Евпатория и Саки на территории Сакского района и Евпаторийского горсовета (частично). Площадь — 75,3 км², водосборного бассейна — 1064 км². Тип общей минерализации — солёное. Происхождение — лиманное. Группа гидрологического режима — бессточное.
Является частью комплексного ландшафтного заказника регионального значения Сасыкский, созданного 21 декабря 2011 года с общей площадью 5000 га. Сасык — одно из 6 озёр Крыма (другие — Ачи, Бакальское, Малое Элькинское, Кояшское, Чокракское), которое входит в состав природоохранного объекта.

## География

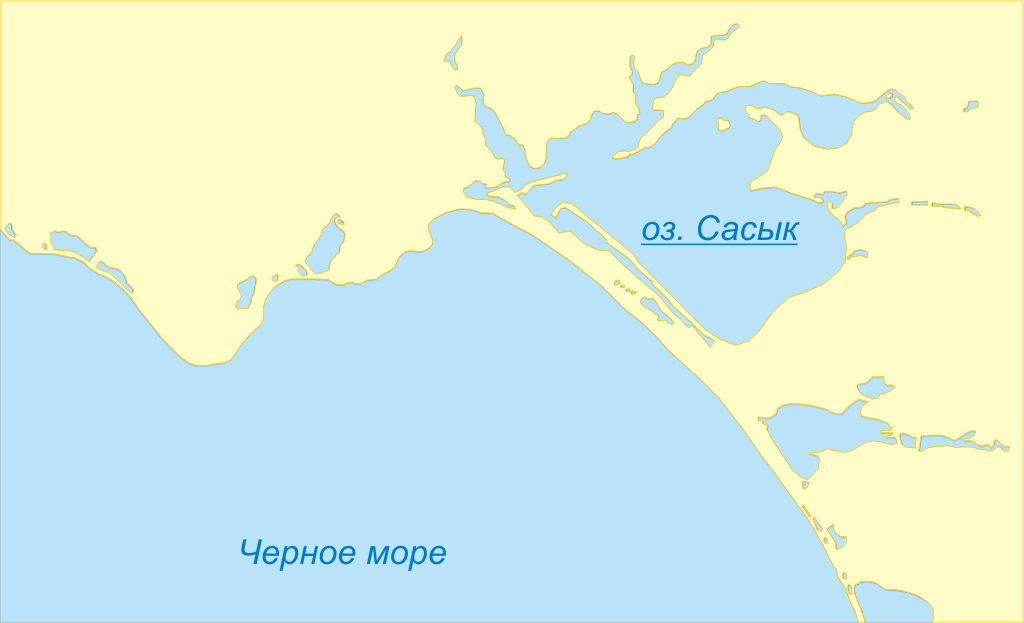
Контурная карта-схема

Входит в Евпаторийскую группу озёр. Длина — 14 км. Ширина средняя — 5,5 км, наибольшая — 9 км. Глубина средняя — 0,5 м, наибольшая — 1,2 м. Высота над уровнем моря: −0,6 м. От моря отделён пересыпью шириной 0,9—1,7 км. В летний период площадь значительно уменьшается, солёность воды увеличивается.
Сасык отделён от Чёрного моря перешейком, по которому проходят автодорога Евпатория—Саки и ж/д Евпатория—Остряково. Озёрная котловина водоёма неправильной удлинённой формы, вытянутая с запада на восток. Берега пологие, за исключением некоторых участков на востоке — обрывистый. Реки не впадают. Южный берег прилегающий к перешейку прямой и повторяет линию береговой линии моря; берега вдающиеся в сушу изрезаны и расчленены 4 крупными балками (с запада на восток: Ташкинская—Маматкуйская, без названия (южнее села Глинка), Карьерная (группа балок Барановская—Листовская—Любимовка—Надеждинская), Темеш). Северная часть отделена от основной насыпной дамбой, которая тянется через весь водоём с запада на восток, таким образом лишая поступления ливневых вод с балок ко всему озеру. Между балками Надеждинская и Темеш береговая линия глубоко вдается в озеро — мыс Красный, где расположена каменоломня.

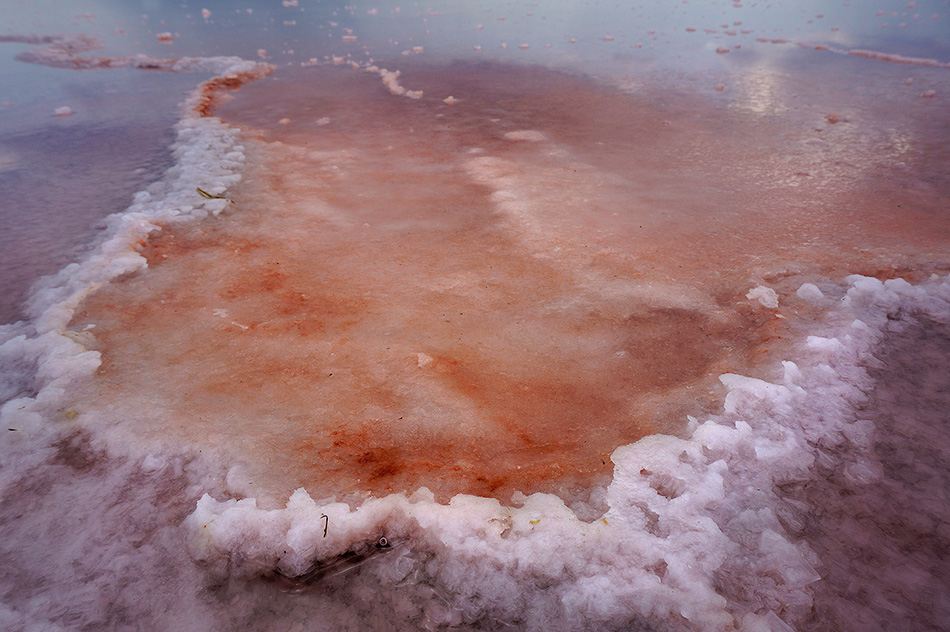

У села Охотниково при впадении сухоречья балки Надеждинская проходят по мосту автодорога Саки—Карьерное и ж/д грузового предназначения для каменоломней Саки—Карьерное. На перешейке расположены чеки соляных промыслов. Озеро имеет два канала, которые выходят в Чёрное море, расположенные западнее ж/д платформы Солнышко и севернее села Прибрежное, первый имеет прямой выход к морю, второй тянется в сторону Сакского озера к каналу Сакского озера с Чёрным морем. Режим сброса вод озера в море регулируют водокачки и насосные станции.
На западе к озеру Сасык прилегает Евпатория, на берегу также расположены такие населённые пункты Сакского района: Лиманное — на западе, Орлянка и Охотниково — северо-востоке, Прибрежное — юго-востоке.
Заросли водолюбивой растительности распространены на севере озера. Солончаки расположены у перешейка, а также участок при впадении сухоречья балки Надеждинская (южнее Охотниково). Характерный цвет озера связан как с жизнедеятельностью одноклеточных водорослей вида Дуналие́лла солоново́дная, вырабатывающих значительное количество β-каротина, так и микроорганизмов домена археи. Воды озера могут приобретать цвет от розового до интенсивного красного.
На дне залегает толща донных отложений: илистые чёрные в верхнем слое, затем серые и стально-серые, иногда с голубоватым оттенком. Высшая водная растительность развивается успешно лишь в опреснённых верховьях озёр и у выходов маломинерализованных подземных вод. Озеро зарастает водной растительностью преимущественно на опреснённых участках — в лагунах у пересыпей, в устьях впадающих балок, в зоне выходов подземных вод. Тут интенсивно развиваются различные водоросли, вплоть до цветения воды. В некоторые годы водоросли придают летом озёрной рапе красноватый или зеленоватый оттенок.
Среднегодовое количество осадков — около 400 мм. Питание: смешанное — поверхностные и подземные воды Причерноморского артезианского бассейна, морские фильтрационные воды.
В связи со штормовым северо-восточным ветром с порывами до 30 м/с и высотой волны на озере Сасык-Сиваш до 1,5 м 16 апреля 2013 года сложилась угроза прорыва Разделительной дамбы озера Сасык-Сиваш на 6, 7 и 8 км. На следующий день сила ветра уменьшилась и ситуация на дамбе стабилизировалась.

## Хозяйственное значение
Грязи (иловые сульфидные приморского типа) озера отнесены к категории лечебных и поэтому озеро является местом рекреации. Является одним из 14 грязевых месторождений Крыма, имеющих утвержденные Советом Министров УССР зоны санитарной охраны. Согласно постановлению Кабинета Министров Украины от 11.12.1996 года № 1499 «Об утверждении перечня водных ресурсов, относящихся к категории лечебных», является одним из 13 грязевых месторождений Крыма признанных лечебными.
У перешейка с Чёрным морем расположены места соляного промысла.
На перешейке в 2017 году начали работать два карьера по добыче морского песка.

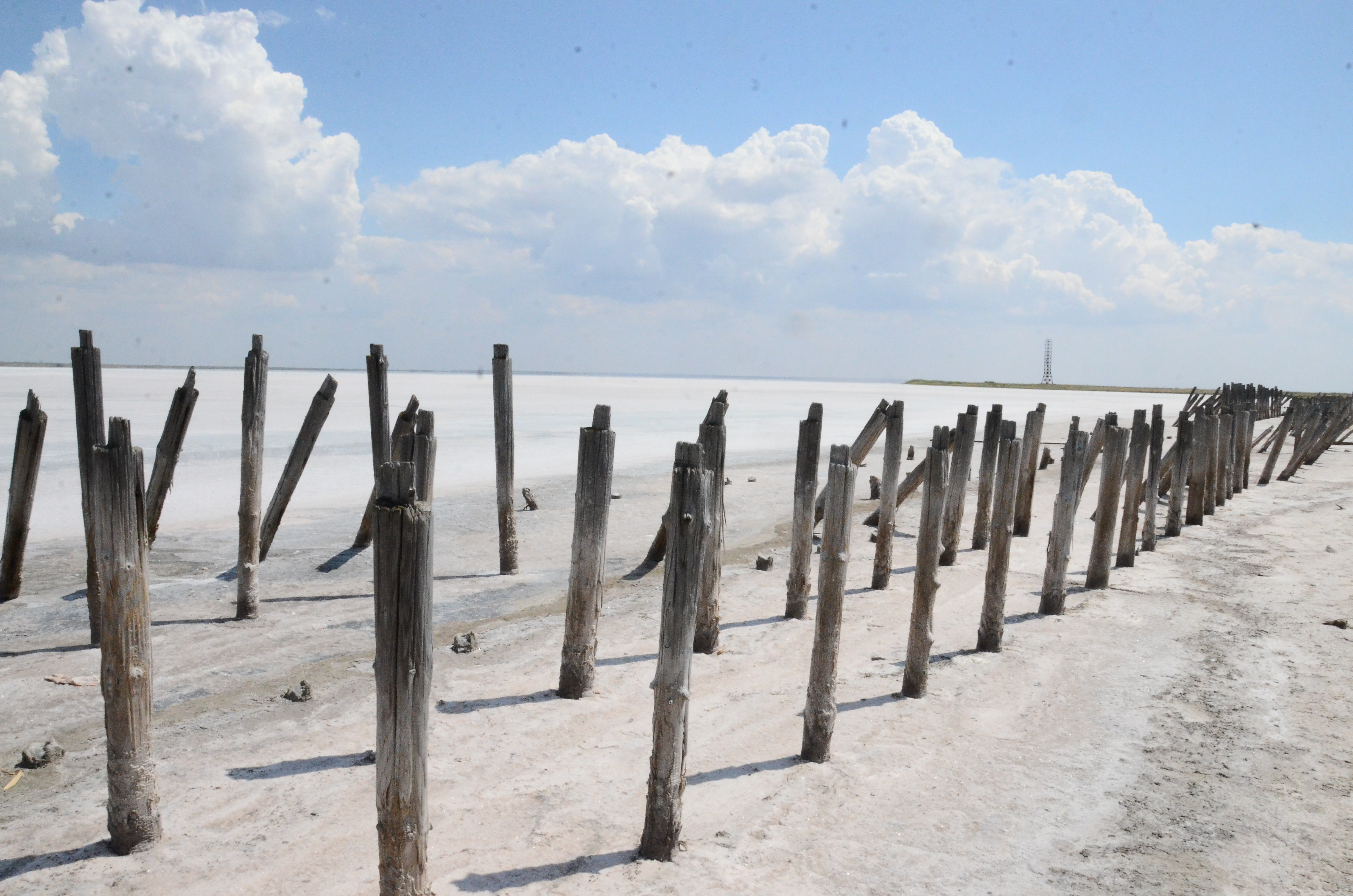
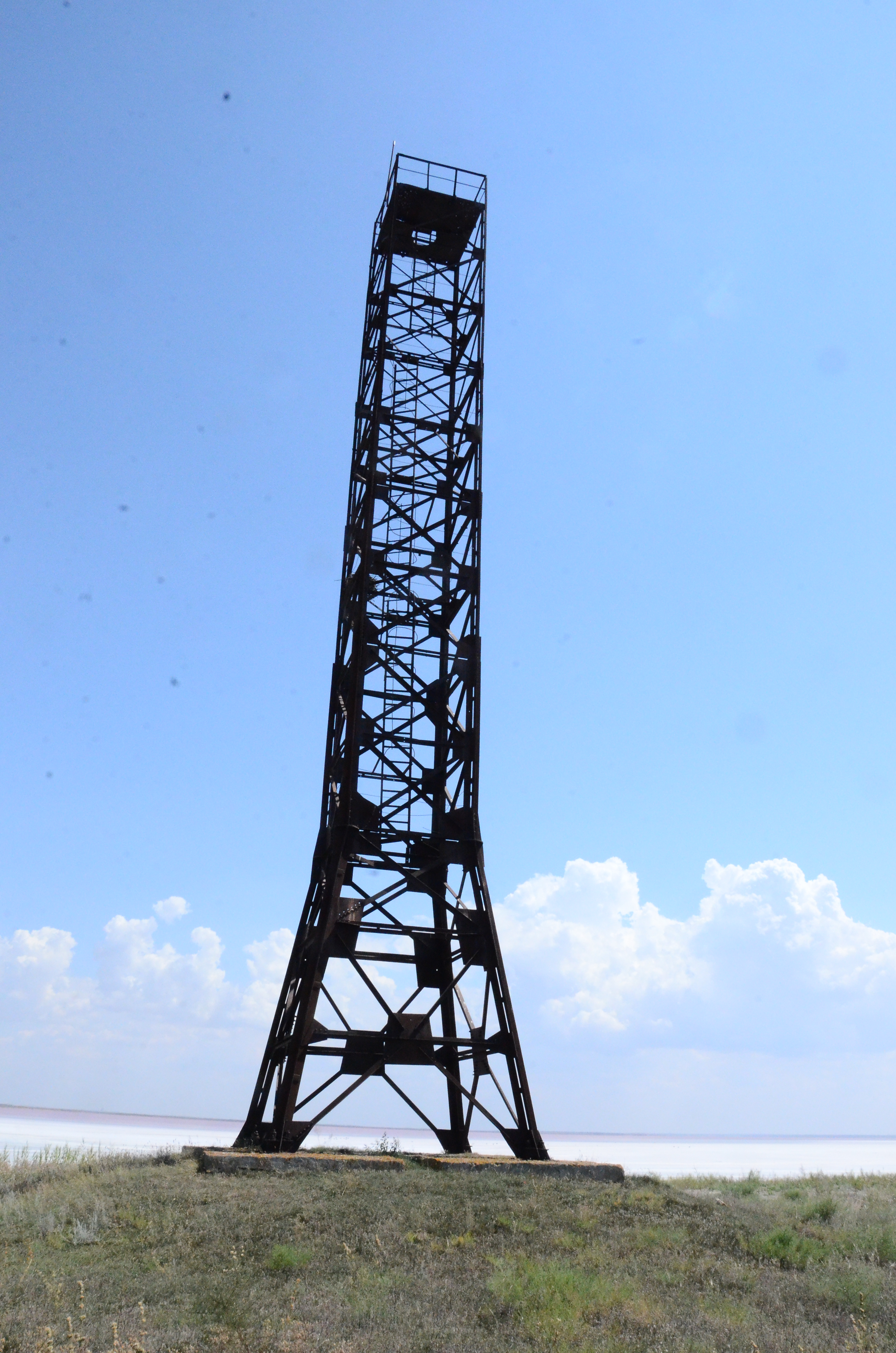
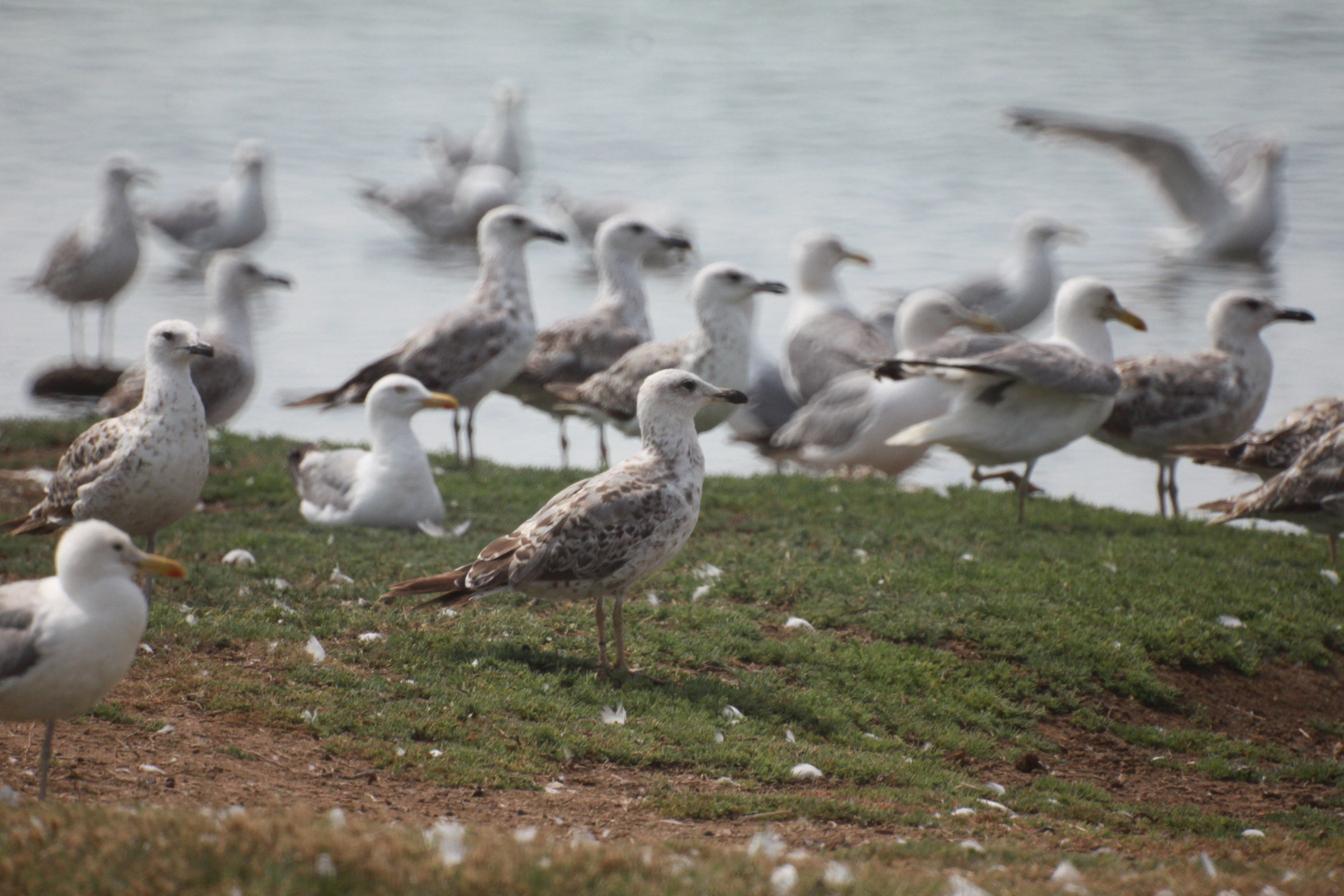